# To Serve Man (The Twilight Zone)
“To Serve Man” is een aflevering van het derde seizoen van de Amerikaanse televisieserie The Twilight Zone.
De aflevering is gebaseerd op het gelijknamige verhaal van Damon Knight. Dit verhaal werd door Rod Serling bewerkt voor de aflevering.

## Plot

### Opening
Respectfully submitted for your perusal: a Kanamit. Height: a little over nine feet. Weight: in the neighborhood of three hundred and fifty pounds. Origin : unknown. Motives? Therein hangs the tale, for in just a moment we're going to ask you to shake hands, figuratively, with a Christopher Columbus from another galaxy and another time. This is the Twilight Zone.

### Verhaal
Een ras van buitenaardse wezens genaamd de Kanamits landt op aarde en belooft de mensheid hulp aan te bieden. Ze hebben zelfs een boek hiervoor getiteld “to Serve Man”. Hoewel men aanvankelijk argwanend staat tegenover het voorstel, worden uiteindelijk zelfs de meest sceptische mensen overtuigd van de goede bedoelingen van de Kanamits.
Een wetenschapper genaamd Pat begint het boek te vertalen. Ondertussen delen de Kanamits hun technologie met de aardbewoners en lossen zo snel de grootste problemen van de mensheid op, zoals honger en ziektes. Vervolgens bieden ze een groep mensen aan om een reisje te maken naar hun thuisplaneet, die volgens hun zeggen een paradijs zou zijn.
Een van de mensen die aan boord gaat is Chambers, een andere wetenschapper. Net voor hij in het schip stapt, komt Pat in paniek aanrennen. Een van de Kanamits houdt haar tegen, maar ze kan Chambers nog toeschreeuwen dat ze het boek heeft vertaald. De Kanamits hebben heel andere bedoelingen: hun boek “to Serve Man” is een kookboek. Al hun cadeaus aan de mensheid waren in feite bedoeld om de mensen vet te mesten voor de slacht.

### Einde
The recollections of one Michael Chambers, with appropriate flashbacks and soliloquy. Or more simply stated, the evolution of man, the cycle of going from dust to dessert, the metamorphosis from being the ruler of a planet to an ingredient in someone's soup. It's tonight's bill of fare on the Twilight Zone.

## Titelverklaring
De titel van de aflevering speelt in op de dubbele betekenis van het Engelse werkwoord “to serve”. Dit werkwoord kan zowel “iemand dienen” als “voedsel bereiden” betekenen. Derhalve is de titel van de aflevering zowel te vertalen als “het dienen van de mensheid” (wat iedereen aanvankelijk denkt) als “het bereiden van de mensheid” (de ware betekenis).

## Prijzen
Het originele verhaal waar de aflevering op is gebaseerd won de Hugo Award voor beste korte verhaal.

## Productie
Het schip van de Kanamit’s is een aangepaste versie van de vliegende schotel United Planets Cruiser C-57D uit de film Forbidden Planet. Het schip werd ook gebruikt in de afleveringen "Third from the Sun," "The Monsters Are Due on Maple Street," "Hocus-Pocus and Frisby," en "The Invaders."

## Reacties
De aflevering staat vandaag de dag bekend als een van de bekendste afleveringen van The Twilight Zone. Vooral de climax en de daarbij horende dialoog van Mr. Chambers...Mr. Chambers, the first page is just a collection of English words with their own translation. But the rest of the book...the rest of the book — It's a cookbook! gelden als klassiekers.
De aflevering werd geparodieerd in de eerste Treehouse Of Horror aflevering van The Simpsons, in het verhaal “Hungry and the Damned”. Hierin worden de Simpsons door Kang & Kodos meegenomen, waarna Lisa (ten onrechte, zo blijkt later) vermoedt dat de twee hen op willen eten.
De aflevering wordt tevens geparodieerd in de film The Naked Gun 2½: The Smell of Fear. Tijdens de scène op het Press Club dinner, wanneer iedereen in paniek het gebouw uitvlucht uit angst voor een bom, rent een man door de zaal met een boek onder zijn arm schreeuwend “ It's a cookbook, it's a cookbook!”. Hiervoor werd Lloyd Bochner gecast, die de rol van Michael Chambers speelde in de bewuste aflevering.
In de Married... With Children episode "Sofa So Good", uitgezonden 16 januari 1994, schreeuwe Al Bundy buiten beeld naar zijn vrouw "Peg! To Serve Man! It's a cookbook!"